# Арам MP3
Арам Аветикович Саргсян (арм. Արամ Ավետիքի Սարգսյան; род. 5 апреля 1984, Ереван, Армянская ССР, СССР), более известный как Арам MP3 — армянский певец, шоумен и комик, который был выбран представителем Армении на конкурсе песни «Евровидение 2014», с песней «Not Alone».
Так же является Армянским композитором, более 15 лет.

## Биография
Арам Саргсян родился в Ереване 5 апреля 1984 года. С детства мечтал быть на большой сцене и ещё в школе занимался хоровым пением, участвовал в школьных мероприятиях и театральных постановках. В 2006 году окончил Ереванский государственный медицинский университет по специальности фармацевт.
Будучи студентом, играл в КВН, участвовал в телепроекте «Две звезды», юмористическом проекте «32 зуба», где делал пародии на знаменитых певцов. Также участник юмористического проекта «Vitamin Club». Ведущий целого ряда телепередач.
Однажды, в одной из телепередач, один из его коллег в шутку назвал его «MP3», после чего это прозвище закрепилось за исполнителем, став в итоге его сценическим именем.

### «Евровидение 2014»
31 декабря 2013 года Арам MP3 был выбран представителем Армении на «Евровидении 2014», с песней «Not Alone». Согласно многим прогнозам, являлся одним из главных фаворитов конкурса и занял в финале 4-е место.

## Дискография

### Синглы
- 2013 — «Shine»
- 2013 — «If I Tried»
- 2013 — «Just Go On»
- 2014 — «Not Alone»
- 2014 — «Help»
- 2014 — «Magic»
- 2015 — «You're My Sunshine»
- 2016 — «Сказать» (арм. Ասա)
- 2017 — «Через поля» (арм. Դաշտերով) (с Ивета Мукучян)
- 2017 — «Давайте начнем» (арм. Սկսում ենք) (с 3.33)
- 2019 — «Alabalanica»
- 2019 — «Hanina»
- 2019 — «Ты хочу» (арм. Կուզես)
- 2020 — «Было много» (арм. Հերիք եղավ)
- 2020 — «Ребята-герои» (арм. Հերոս տղերք) (с Араме, Арабо Испирян, Мигран Царукян, Мкртыч Арзуманян, и Арсен Сафарян)
- 2020 — «Kochari» (с 3.33)
- 2021 — «Tamzara» (с Гурген Дабагян)
- 2021 — «Дар любви» (арм. Սիրո նվեր) (с Сона Рубенян)
- 2021 — «Мир Спешит к Добру» (с Сона Рубенян, Эрик Карапетян, Anivar, Мариам Мерабова, Лилит Оганесян, и Маргарита Позоян)
- 2021 — «Солнце» (арм. Արև) (с Саро Товмасян)
- 2021 — «Я убедим» (арм. Կհամոզեմ)
- 2021 — «Высота любви» (арм. Սիրո հասակ)
- 2022 — «Нет сна» (арм. Քնել չկա)
- 2022 — «Реквием» (арм. Ռեքվիեմ) (с Форш)
- 2022 — «Новый год» (арм. Նոր տարի)
- 2023 — «Слушать» (арм. Լսիր)
- 2023 — «Наверх» (арм. Դեպի բարձունք)
- 2023 — «В Ереване лето» (арм. Ամառ է Երևանում) (с Гарик Мартиросян)
- 2023 — «Да здравствует, Ереван» (арм. Շատ ապրես, Երևան)
- 2023 — «Вперёд, Армяне» (арм. Առաջ-առաջ հայեր)
- 2023 — «Как Холи» (арм. Հոլի պես)
- 2023 — «Ты приходишь» (арм. Գալիս ես)
- 2024 — «Возможно» (арм. Երևի)
- 2024 — «Маленький» (арм. Փոքրիկ)
- 2024 — «Нет такой вещи» (арм. Սենց բան չկա)
- 2025 — «Обычный мальчик» (арм. Մի սովորական տղա)